# Подольский рабочий (газета)
«Подольский рабочий» — еженедельная общественно-политическая газета городского округа Подольск. Выходит по пятницам. Газета издается с 1917 года. Старейшее печатное издание в Московской области.

## История

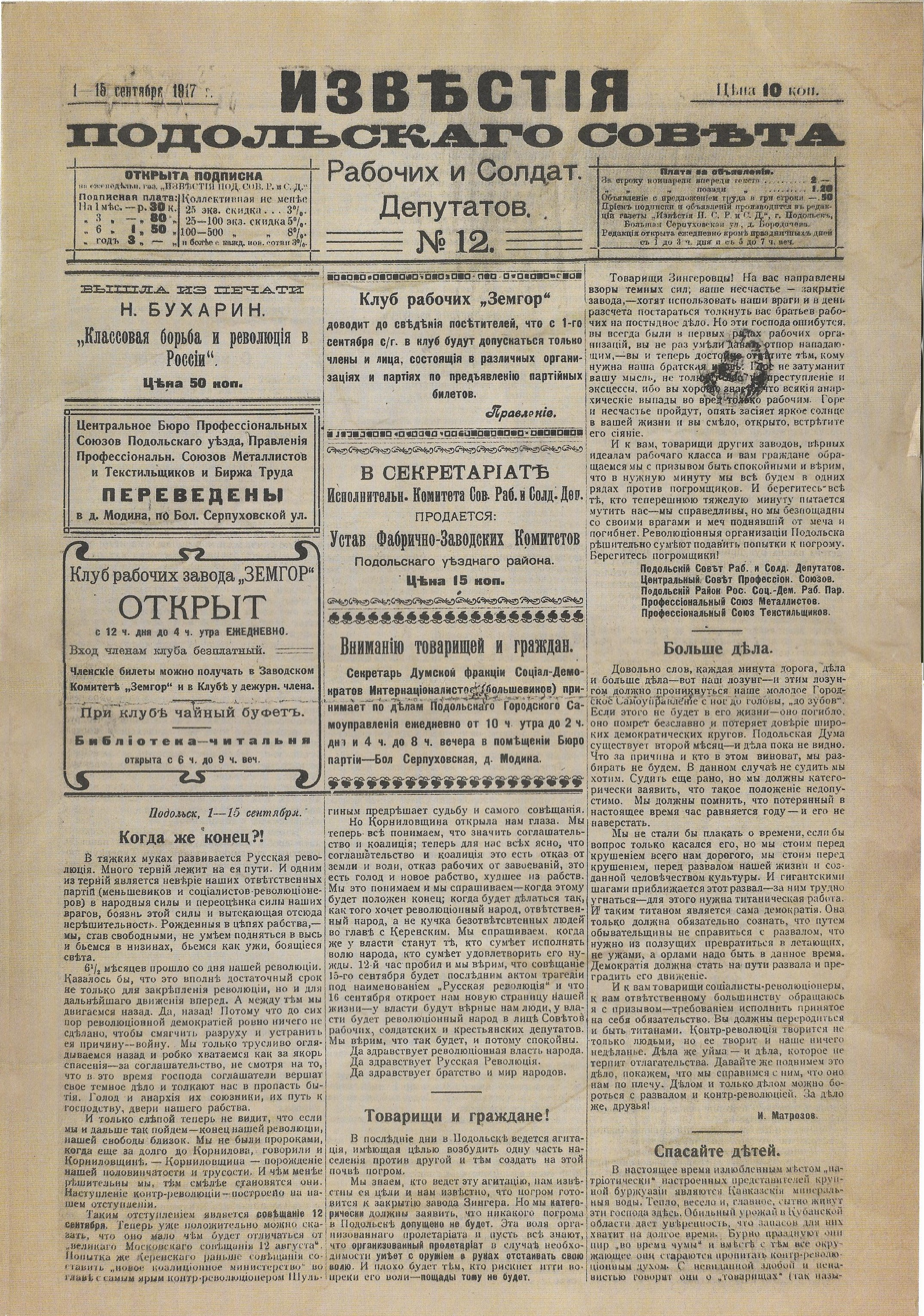
Восьмой номер газеты «Известия Подольского Совета рабочих и солдатских депутатов» от 1-15 сентября 1917 года

Первая газета в Подольске появилась в 1917 году; до этого подольчане обходились выпуском «Московских губернских ведомостей». Решение о выпуске собственной городской газеты было принято 5 июня 1917 года на съезде подольского Совета рабочих и солдатских депутатов. 24 июня 1917 года вышел в свет первый номер подольской газеты, называлась она «Известия Подольского Совета рабочих и солдатских депутатов». Председателем редакционной комиссии был Николай Георгиевич Чижов. Газета издавалась на средства рабочих города, рабочие отчисляли от 0,5 до 2 % от своего заработка в Совет.
Редакция газеты расположилась в доме Бордачева на Большой Серпуховской. Дом этот сохранился до настоящего времени, его современный адрес —  проспект Ленина, д.91/23. Печатали газету в частной типографии Тощакова на пересечении улиц Бронницкой (ныне Ревпроспект) и Зелёновской. До октября 1917 года в свет вышло 18 номеров газеты «Известия Подольского Совета рабочих и солдатских депутатов». Последнее упоминание о ней встречается в Архиве Минобороны зимой 1921/22 годов.
В августе 1923 года властям удалось найти средства для издания газеты. Начавшаяся издаваться заново газета получила название «Подольский рабочий»; это имя она носит до сих пор. Помимо Подольского уездного исполкома, в  число издателей вошли городские рабочие профсоюзные организации. Газета выходила каждую субботу, стоимость одного номера составлял 15 рублей. Редактором газеты стал Николай Григорьевич Кожин. В начале 20-х годов в газете впервые появились иллюстрации — первым фотокорреспондентом газеты «Подольский рабочий» стал Георгий Васильевич Игарет-Ильин.
Летом 1924 года тираж газеты составил 5 000 экземпляров. Первая страница № 35(51) от 6 сентября 1924 года была посвящена юбилею газеты
«Подольский рабочий». В феврале 1925 года газета объявила конкурс на лучшее крестьянское хозяйство для привлечения в читатели сельский жителей Подольского уезда.  В марте тираж составил уже 7 100 штук. В связи с расширением тиража, а, соответственно, и доходов газеты, было принято решение перейти на выпуск газеты два раза в неделю — по средам и субботам. Также был увеличен объём газеты.
Во время Великой Отечественной войны в составе редакции осталось лишь два человека — ответственный редактор Николай Т. Оберенко и Мария А. Лапина. По приказу Подольского комитета оборона газета перешла на военное положение. В мае 1945 года «Подольский рабочий» в числе самых первых узнал о победе в Отечественной войне и сообщил об этом подольчанам в очередном выпуске.
29 ноября 2011 года была зарегистрирована некоммерческая организация Государственное автономное учреждение Московской области «Подольское информационное агентство Московской области», соучредителем организации стала подольская городская и районная администрации. В структуру НКО вошла газета «Подольский рабочий», а также издаваемый редакцией газеты историко-краеведческий журнал «Подолье».
24 июня 2017 года «Подольский рабочий» отпраздновал 100-летний юбилей. 27 августа на Певческом поле в посёлке Дубровицы прошли мероприятия, посвящённые празднованию 100-летия издания. Коллективу газеты была вручена Благодарность губернатора Московской области.
С июля 2020 года разовый тираж газеты "Подольский рабочий" - 30 000 экземпляров. Еженедельный тираж - 60 000 экз.
Начиная с №1 2023 года не печатали телепрограмму. 17 марта 2023 г. телепрограмму возобновили. С 7 апреля телепрограмму снова не печатают.  